# بنفسج جليدي
بنفسج جليدي (الاسم العلمي: Viola glacialis) هو نوع من النباتات يتبع جنس البنفسج من فصيلة البنفسجية.